# Diplothectis
Diplothectis é um gênero de mariposa pertencente à família Acrolepiidae.